# Adriano Berengo
Adriano Berengo (geboren 1947 in Venedig) ist ein italienischer Unternehmer und Produzent für Studio Glas in Murano. Die Glaskunstwerkstätte Berengo Studio verwirklicht die Kunst des Glases und der Glaskunst durch die Zusammenarbeit mit internationalen zeitgenössischen Künstlern in Murano. Es ist Adriano Berengo gelungen, Tradition und Moderne in Murano zu vereinen und dem Glas und dem alten Handwerk eine Zukunft zu geben.

## Leben
Beregno studierte an der humanistischen Fakultät der Universität Ca’ Foscari in Venedig und vergleichende Literaturwissenschaften an der State University in New York. Noch in New York begann  sich der weder aus einer Glasbläserfamilie stammende noch in Murano aufgewachsene Berengo für Glas zu interessieren.
1989 zog er nach Murano und gründete das Berengo Studio. Mit innovativen und erfinderischen Ansatz beschritt er neue Wege in der Glaskunst und lotete die Grenzen der zeitgenössischen Glasherstellung aus. Inspiriert durch die Zusammenarbeit von Peggy Guggenheim und Egidio Costantini in den 1960er Jahren, die Meister wie Picasso und Chagall einluden, Kunst in Glas zu schaffen, beschloss Berengo, diese kreative Vision fortzusetzen und der zeitgenössischen Kunst durch die Verwendung von Glas neues Leben einzuhauchen. Er lud bedeutende internationale Künstler nach Murano ein, um gemeinsam mit erfahrenen Handwerkern große Kunstwerke zu schaffen. Auf diese Weise hat das Studio mit Künstlern wie Ai Weiwei, Tracey Emin, Thomas Schütte und Laure Prouvost zusammengearbeitet, um nur einige zu nennen. Die dynamischen Partnerschaften, die innerhalb des Studios entstanden sind, haben sogar zur Entwicklung origineller Techniken geführt, da die Handwerker bis an ihre Grenzen gehen, um die kreative Vision des Künstlers vollständig umzusetzen.
Im Laufe der Zeit entstand die Fondazione Berengo. Die Stiftung trägt mit dem Berengo Studio zur Entwicklung und Förderung der Glaskunst auf internationaler Ebene bei. Die Werke von Berengo befinden sich in öffentlichen und privaten Sammlungen auf der ganzen Welt, darunter auch im renommierten Corning Museum of Glass. Die Leidenschaft von Berengo hat in den letzten dreißig Jahren dazu beigetragen, den Ruf der Glaskunst in der Kunstwelt zu stärken. Das Studio, das einen wichtigen Beitrag zur Kunstbiennale von Venedig leistet, hat mit Künstlern zusammengearbeitet, um Werke für eine Reihe von Pavillons der diesjährigen Ausgabe zu schaffen. Die wachsende Zahl von Künstlern, die Glasarbeiten auf der Biennale ausstellen, kann direkt mit der Arbeit des Berengo Studio in Verbindung gebracht werden, das zu einer Referenz für Künstler geworden ist, die mit diesem Medium experimentieren möchten.
Um die vom Berengo Studio geschaffenen Werke mit der Öffentlichkeit zu teilen, wurde 2009 die Begleitausstellung der Biennale Glasstress ins Leben gerufen, ein Kunstereignis, das immer mehr an Bedeutung gewinnt. Die Ausstellung, die ihren Ursprung in Murano hat, wurde in der ganzen Welt gezeigt, von der Wallace Collection in London über das Makslas Muzejs Rigas Birža in Riga bis zum Museum of Arts and Design (MAD) in New York und dem Millesgården Museum in Stockholm. Die sich ständig weiterentwickelnde Ausstellung ist eine lebendige Demonstration von Berengos fortdauerndem Vermächtnis und zeigt das herausragende Spektrum an Kunstwerken und die lebendige Kreativität, die Berengo in den letzten drei Jahrzehnten gefördert hat und die von der Kritik mit großem Beifall bedacht wurde.
Adriano Berengo hat die Wahrnehmung des Glases als künstlerisches Medium weltweit verändert und all jene ermutigt, die neugierig und kreativ genug sind, mit diesem Material zu arbeiten. 
Berengo Studio, Fondazione Berengo und Glasstress: ein Glasstudio, eine Kunststiftung und eine international renommierte Ausstellung. Diese drei Komponenten bilden die Berengo-Welt, einen Ort, an dem Künstler, Designer und Kreative aller Disziplinen zusammen mit den Handwerkern der Glaswerkstätten innovative Werke aus Glas schaffen.

## Film
- Venedigs Magier der Glaskunst. Die Feuer von Murano. ZDF, Regie, Eike Schmitz, Deutschland, 2023